# زولتان کلمن (ژیمناست)
زولتان کلمن (مجاری: Zoltán Kelemen؛ زادهٔ ۴ اکتبر ۱۹۵۸) ژیمناست هنری اهل مجارستان بود.
وی در مسابقات کشوری و بین‌المللی در مجموع برندهٔ ۱ مدال برنز شده‌است.